# Hecataeus (cràter)

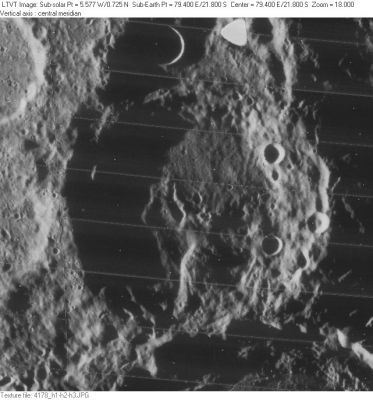
Fotografia de la missió Lunar Orbiter 4

Hecataeus és un gran cràter d'impacte que es troba prop de l'extrem oriental de la Lluna. Està unit al costat nord de la plana emmurallada del cràter Humboldt. Al nord-est s'hi troba el cràter Gibbs, més petit. A l'est d'Hecataeus s'hi localitza una cadena de petits cràters formant una línia radial respecte a Humboldt; denominada Catena Humboldt.
Hecataeus és una plana emmurallada, desgastada i erosionada amb àmplies parets internes. La seva part nord es troba sobre la meitat de Hecataeus K, un cràter de notable grandària. Al llarg de l'extrem sud, els materials ejectats de Humboldt formen terrasses al seu exterior i una superfície interior accidentada que ocupa el sud del fons de Hecateus. Diversos petits cràters en forma de bol s'estenen per la vora oriental i la paret interior. La vora occidental, parcialment erosionada, està molt menys danyada pels impactes que els sectors restants. A la part nord de la plataforma interior li manquen trets distintius.

## Cràters satèl·lit
Per convenció, aquests elements s'identifiquen als mapes lunars col·locant la lletra al costat del punt mitjà del cràter que està més pròxim a Hecataeus.
|           | \| Hecataeus \| Coordenades \| Diàmetre \| \| --------- \| ------------------------------------ \| -------- \| \| A \| 22° 00′ S, 81° 36′ E / 22.0°S,81.6°E \| 11 km \| \| B \| 19° 30′ S, 75° 36′ E / 19.5°S,75.6°E \| 69 km \| \| C \| 19° 00′ S, 73° 12′ E / 19.0°S,73.2°E \| 22 km \| \| E \| 18° 30′ S, 72° 48′ E / 18.5°S,72.8°E \| 13 km \| \| J \| 22° 36′ S, 80° 48′ E / 22.6°S,80.8°E \| 11 km \| \| K \| 19° 06′ S, 79° 48′ E / 19.1°S,79.8°E \| 76 km \| \| L \| 19° 06′ S, 79° 00′ E / 19.1°S,79.0°E \| 21 km \| \| M \| 20° 54′ S, 84° 06′ E / 20.9°S,84.1°E \| 18 km \| \| N \| 21° 00′ S, 80° 48′ E / 21.0°S,80.8°E \| 10 km \| |          |
| Hecataeus | Coordenades | Diàmetre |
| A         | 22° 00′ S, 81° 36′ E / 22.0°S,81.6°E | 11 km    |
| B         | 19° 30′ S, 75° 36′ E / 19.5°S,75.6°E | 69 km    |
| C         | 19° 00′ S, 73° 12′ E / 19.0°S,73.2°E | 22 km    |
| E         | 18° 30′ S, 72° 48′ E / 18.5°S,72.8°E | 13 km    |
| J         | 22° 36′ S, 80° 48′ E / 22.6°S,80.8°E | 11 km    |
| K         | 19° 06′ S, 79° 48′ E / 19.1°S,79.8°E | 76 km    |
| L         | 19° 06′ S, 79° 00′ E / 19.1°S,79.0°E | 21 km    |
| M         | 20° 54′ S, 84° 06′ E / 20.9°S,84.1°E | 18 km    |
| N         | 21° 00′ S, 80° 48′ E / 21.0°S,80.8°E | 10 km    |